# Rosa sertata
Rosa sertata es una especie de planta del género Rosa, de la familia Rosaceae.

## Taxonomía
Rosa sertata fue descrita por Rolfe en 1913.

## Distribución
Se encuentra en el territorio centro-norte, centro-sur y sudeste de China.